# Spratzern
Der Ort Spratzern liegt in Niederösterreich an der Traisen zwischen St. Georgen am Steinfelde im Süden, Harland und Stattersdorf im Osten, St. Pölten im Norden und Ober-Grafendorf im Westen und ist ein Stadtteil von St. Pölten. Spratzern wurde 1923, Völtendorf, Schwadorf und Pummersdorf wurden 1939 eingemeindet.
Spratzern wird im allgemeinen Sprachgebrauch nur auf das Gebiet südlich der Westautobahn bezogen, tatsächlich erstreckt sich das Gebiet der Katastralgemeinde bis zur Strecke Franz-Jonas-Straße – Hacklgasse in den Norden. Der Ort ist in den letzten Jahrzehnten vollständig mit dem Stadtgebiet verwachsen, die Grenzen bestehen wesentlich nur mehr als Gebietseinheiten im Grundbuch.

## Name
Der Name Spratzern wird auf zwei unterschiedliche Ursprünge zurückgeführt.
- spratz- von „spritzend“ oder „sprühend“ und wird auf die Stromschnellen der Traisen zurückgeführt[3]
- Siedler aus dem Spratztal, einem Zufluss der Rabnitz[3], was als die wahrscheinlichere Variante gilt.

## Geschichte
Die ersten bajuwarischen Siedler dürften sich im Gebiet um das Jahr 900 angesiedelt haben, erste urkundliche Erwähnungen finden sich ab dem 12. Jahrhundert.
Die erste Etappe am Weg vom Bauerndorf zum Stadtteil vollzog sich 1850, als Spratzern eine Gemeinde wurde, zu der Teufelhof, Pummersdorf, Nadelbach, Hafing und Schwadorf gehörten. 1877 erfolgte die Anbindung an die Leobersdorfer Bahn.
Im Ersten Weltkrieg befand sich in Spratzern ein Kriegsgefangenenlager. In die Baracken zogen nach Auflösung des Lagers viele Eisenbahnarbeiter, die in den Werken Wörth arbeiteten. Dies änderte das Bevölkerungsprofil nachhaltig. Es wuchsen infrastrukturelle Einrichtungen wie Schule und Kirche, auch wurden mehr und mehr Geschäfte eröffnet.
Zu einem weiteren Wachstum führte die Eingemeindung im Jahr 1923 und die Traisenregulierung, die die Möglichkeit bot, die ehemaligen Überschwemmungsgebiete zu besiedeln.
In den Jahren von 1938 bis 1958 wurde im Bereich Spratzern die Westautobahn erbaut, bis 1945 fast ausschließlich durch die Arbeitskraft Kriegsgefangener.
Die Traisenbrücke in Spratzern wurde im April 1945 von russischen Truppen gesprengt.

### Kriegsgefangenenlager
In Spratzern gab es in den beiden Weltkriegen Kriegsgefangenenlager.
Das Kriegsgefangenenlager im Ersten Weltkrieg wurde im September 1914 in Bau genommen. In Summe wurden acht Gruppen zu je sechzehn Baracken gebaut, darin wurden etwa 75.000 Gefangene inhaftiert. 1918 wurde das Lager aufgelöst und abgetragen.
Im Zweiten Weltkrieg befand sich das Lager mit „Arbeitskommandos“ neben der Autobahnbaustelle. Das Lager wurde von der Roten Armee aufgelöst.

## Politik
Als Katastralgemeinde von St. Pölten hat Spratzern keinen eigenen Gemeinderat, die Bürgermeister vor 1922 finden sich in der Liste der Bürgermeister von St. Pölten.
Siehe auch: St. Pölten: Politik

## Wirtschaft

### Ansässige Unternehmen
In Spratzern befinden sich die Zentrallager von SPAR, ADEG Österreich und Leiner. Weiters beherbergt der Stadtteil Häuser von Kika, Merkur, Media Markt, Bellaflora, Hornbach und diverse Autohändler. Auch das Wifi und sein Seminarzentrum, der Schwaighof, befinden sich im Stadtteil.

## Öffentliche Einrichtungen
In Spratzern befinden sich zwei Volksschulen sowie vier Kindergärten.
Bis zu ihrer Schließung befand sich die Kopal-Kaserne in Spratzern.
Die Polizeidienststelle übersiedelte im Jahre 2010 von der Aquilin-Hacker-Straße in die Rödlgasse.

## Verkehr

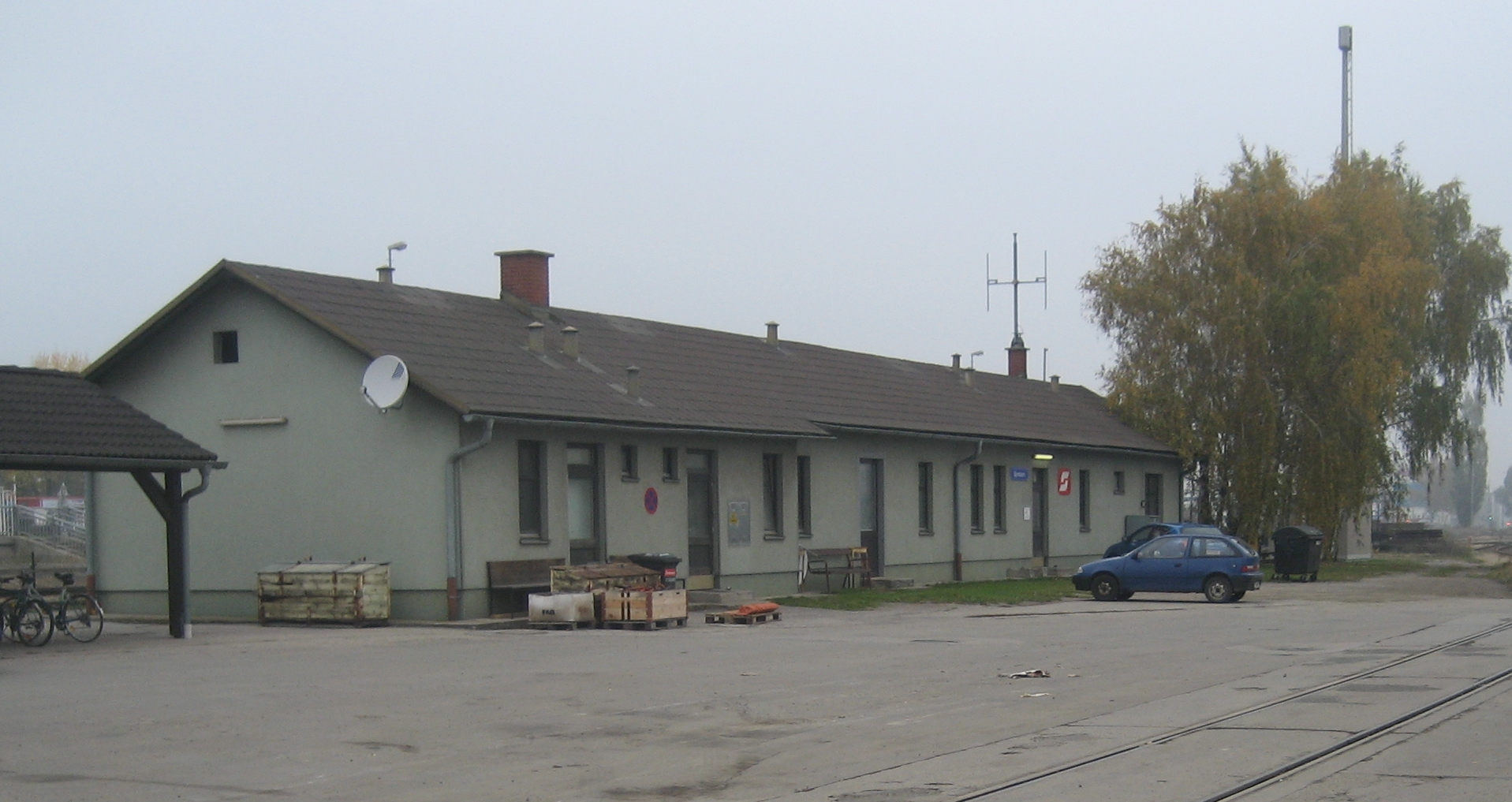
Bahnhof Spratzern

- Leobersdorfer Bahn